# IC 3671
IC 3671 — галактика типу SBbc   R () у сузір'ї Волосся Вероніки.
Цей об'єкт міститься в оригінальній редакції індексного каталогу.